# تادامی یاسودا
تادامی یاسودا (ژاپنی: 安田 忠臣؛ زادهٔ ۴ اوت ۱۹۸۷) یک بازیکن فوتبال اهل ژاپن است.
از باشگاه‌هایی که در آن بازی کرده‌است می‌توان به باشگاه فوتبال آویسپا فوکوئوکا اشاره کرد.